# کازوو چیگو
کازوو چیگو (به انگلیسی: Kazuo Echigo) بازیکن فوتبال اهل ژاپن و عضو تیم ملی فوتبال ژاپن است که در تاریخ ۲۵ ژوئیه ۱۹۸۶ میلادی اولین بازی ملی‌اش را انجام داد. او در ۶ بازی ملی حضور داشت و آخرین بازی ملی خود را در تاریخ ۱۸ سپتامبر ۱۹۸۷ میلادی انجام داد. کازوو چیگو در بازی‌های ملی‌اش
۱ گل به ثمر رساند.